# Glenea trivittata
Glenea trivittata là một loài bọ cánh cứng trong họ Cerambycidae.